# جین‌پاچی میشیما
جین‌پاچی میشیما (به انگلیسی: Jinpachi Mishima) یکی از شخصیت‌های ساختگی در مجموعه بازی‌های مبارزه‌ای تکن است که توسط شرکت باندای نامکو انترتینمنت ساخته شده‌است. او برای نخستین بار در تکن ۵ به عنوان نقش اصلی داستان و غول آخر غیرقابل انتخاب معرفی شد. با وجود اینکه جین‌پاچی برای اولین بار تنها در نسخهٔ کنسول پلی‌استیشن ۳ عنوان تکن ۵: رستاخیز تاریک قابل انتخاب و بازی بود، حضور اصلی و کامل او در تکن تگ تورنومنت ۲ (۲۰۱۱) بود.
او پدر هیهاچی میشیما، و مؤسس کمپانی میشیما زایباتسو می‌باشد.

## تاریخچه و داستان
جینپاچی پدر هیهاچی میشیما و بنیانگذار میشیما زایباتسو است .
او با استفاده از تقاضای نظامی در طول جنگ جهانی دوم شرکت را به یک امپراتوری صنعتی گسترش داد پس از جنگ از هدایت شرکت پشیمان شد و گفته می شود که از درگیری های بی مورد بیزار بود، او در عوض تصمیم گرفت میراث خانواده اش را صرفاً به هنرهای رزمی اختصاص دهد. برخلاف اکثر میشیماها ، جینپاچی یک مبارز شرافتمند با حس قوی خرد است.
او همچنین با وانگ جینری دوست است ، با این حال، زندگی جین پاچی زمانی بدتر شد که هیهاچی تلخ کودتا کرد و شرکت را از او دزدید. جینپاچی تلاش کرد تا شرکت را از هیهاچی پس بگیرد، اما شکست خورد و توسط او در زیر معبد خانواده میشیما، هون مارو، زندانی شد . مدتی بعد، او از گرسنگی مرد، تا اینکه بعداً توسط یک موجود اهریمنی متحرک شد.
زمانی که هان مارو توسط ارتشی از روبات های جک نابود شد ، جینپاچی آزاد شد. هیهاچی در انفجار گرفتار شده بود و گمان می‌رود در آن زمان مرده باشد.
جینپاچی پنجمین تورنمنت پادشاه مشت آهنین را سازماندهی کرد و مصمم بود به نسل خونی فاسد میشیما پایان دهد و خود را از شر شیطانی که او را تسخیر کرده بود رها کند.
در پایان مسابقات، جین پاچی توسط نوه بزرگ خود جین کازاما شکست خورد و در نهایت کشته شد ، با مغلوب شدن نیروی شیطانی که او را بیدار کرده بود، یک جین پاچی سپاسگزار با آرامش درگذشت.